# Лисогір
Лисогі́р — річка в Чернігівській області, ліва притока Удаю. 
Довжина 61 км, площа басейну 1042 км², похил річки 1,0 м/км. Бере початок поблизу села Лисогори в Ічнянському районі. Гирло — поблизу села Іванківців. Тече територією Ічнянського, Срібнянського і Талалаївського районів.
Ширина долини - 1-2 км., заплава двостороння, шириною до 500 м., місцями заболочена. Русло звивисте, на окремих відрізках каналізоване. Ширина річки до 10 м, середня глибина 1-2 м., максимальна - 2-2,5 м.
Живлення річки дощове і снігове, замерзає вона на прикінці листопада - на початку грудня, скресає у вересні.
Воду використовують для господарських потреб, на берегах річки облаштовані місця відпочинку. У долині річки створені водоохоронні зони та об'єкти природно-заповідного фонду.
Притоки: Детюківка, Лезова, Глинна (ліві); Тростянець (права).
На його берегах розташовані села  Українське, Болотниця, Юрківці, Довгалівка, Колядин, Олексинці, Срібне, Гурбинці, Дейманівка, Дігтярі та ін.